# تخمر الأسيتون-البيوتانول-الإيثانول

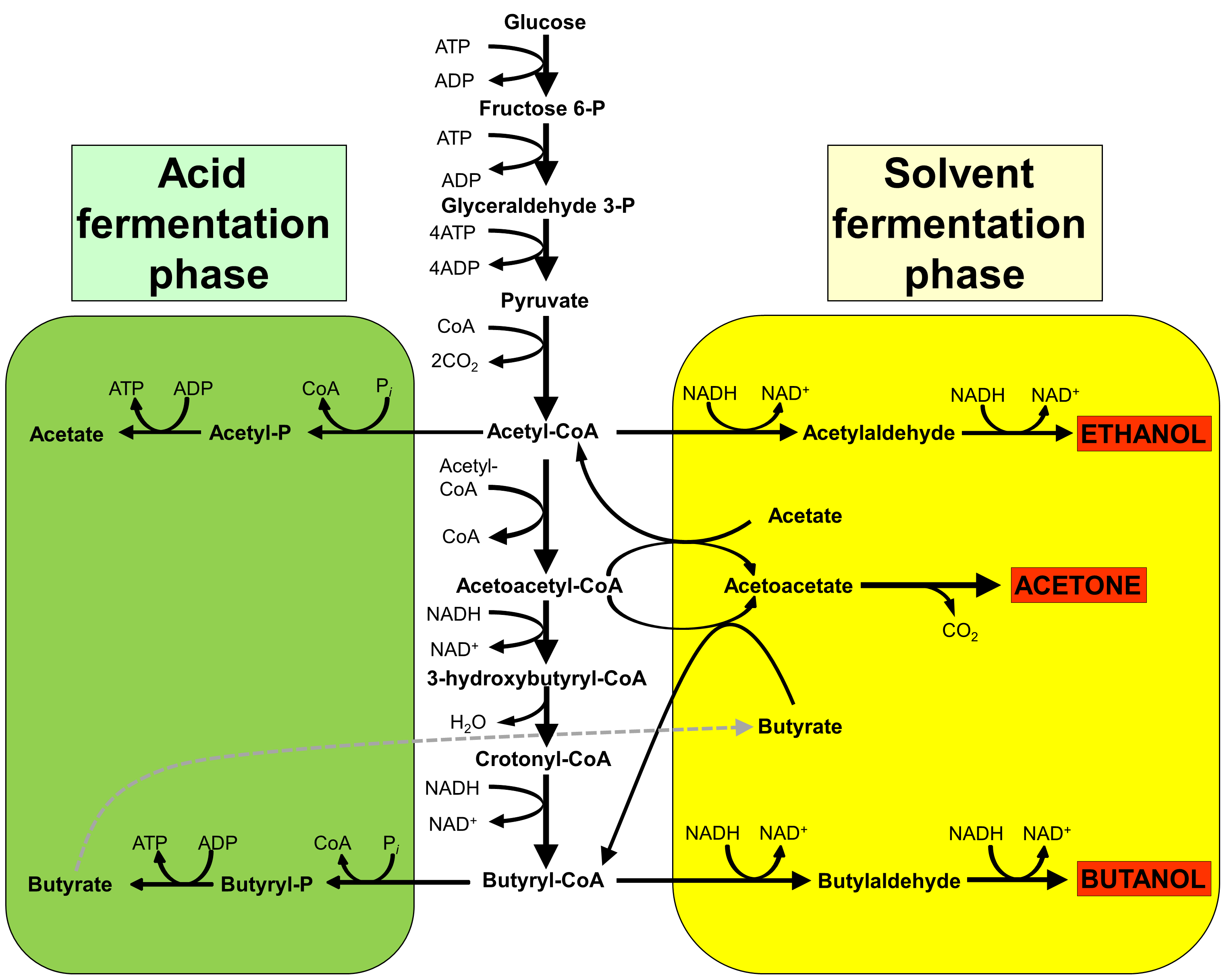
This figure shows pathway of acetone–butanol–ethanol fermentation by clostridia.

تخمر الأسيتون-البيوتانول-الإيثانول،إن عملية تخمر الأسيتون والبيوتانول والايثانول (ABE) هي عملية تستخدم التخمر البكتيري لإنتاج الأسيتون، البوتانول، والايثانول من الكربوهيدرات مثل النشا والجلوكوز. تم تطويره من قبل الكيميائي حاييم وايزمان وكانت العملية الأساسية المستخدمة لصنع الأسيتون خلال الحرب العالمية الأولى ، مثل إنتاج الكوردايت ، وهو مادة أساسية في صناعات الحرب البريطانية.

## طريقة العمل
يمكن تشبيه العملية بكيفية تخمر خميرة السكر لإنتاج الإيثانول في النبيذ، أو البيرة، أو الوقود، ولكن الكائنات الحية التي تقوم بتخمر ABE تكون لا هوائية تمامًا (تلزم اللاهوائيات). ينتج تخمير ABE مذيبات في نسبة 3 أجزاء من الأسيتون، و 6 أجزاء من البوتانول إلى 1 جزء من الإيثانول. وعادة ما يستخدم سلالة من البكتيريا من الطبقة كلوستريديا. الكلوستريديوم الأسيتوبوتيلي هو أكثر الأنواع دراسة على نطاق واسع.
بالنسبة للغازات، أكثر الغازات المستخدمة شيوعًا هي الغازات المنبعثة من عملية التخمير نفسها، وهي خليط من ثاني أكسيد الكربون وغاز الهيدروجين.

## التاريخ
تم إنتاج البوتانول بالوسائل البيولوجية لأول مرة من قبل لويس باستور في عام 1861.
في عام 1905 ، وجد عالم الكيمياء الحيوية النمساوي فرانز شاردينغر أن الأسيتون يمكن أن يتم إنتاجه بالمثل.
في عام 1910 طور أوغست فيرنباخ (1860-1939) عملية تخمر بكتيري باستخدام نشا البطاطس كمواد وسيطة في إنتاج البيوتانول.
بدأ الاستغلال الصناعي للتخمير ABE في عام 1916 ، خلال الحرب العالمية الأولى، مع عزل كايم وايزمان لكلوستريديوم الأسيتوبوتيلي، كما هو موضح في براءة الاختراع الأمريكية 1315585.
تم تشغيل عملية وايزمان بواسطة شركة المذيبات التجارية من حوالي 1920 إلى 1964 مع مصانع في الولايات المتحدة (تيري هوت، إن، بيوريا، إلينوي) ، وليفربول، إنجلترا. كان مصنع Peoria الأكبر من الثلاثة ؛ انها تستخدم دبس السكر كمادة وسيطة وكانت تخمر 96000 غالون.
بعد الحرب العالمية الثانية، أصبح تخمر ABE بشكل عام غير مربح، مقارنة بإنتاج المذيبات الثلاثة نفسها (الأسيتون والبيوتانول والإيثانول) من البترول.
خلال 1950s و 1960s ، تم استبدال التخمير ABE من قبل مصانع الكيماويات البترولية. بسبب تكاليف المواد الخام المختلفة، كان التخمير ABE قابلاً للتطبيق في جنوب إفريقيا حتى أوائل الثمانينيات، مع إغلاق آخر محطة في عام 1983.
يوجد حاليًا مصنع ABE واحد تديره شركة Green Biologics Ltd في ولاية مينيسوتا.

### محاولات التحسين
من أجل جعل تخمير ABE مربحًا، تم تطوير العديد من أنظمة استعادة المنتج في الموقع. وتشمل هذه المواد تجريد الغاز، وتهوية، واستخراج الأغشية، والامتزاز، والتناضح العكسي. نفذت
شركة Green Biologics Ltd هذا على نطاق الصناعي.

### المنظورات الحالية
تجذب عملية التخمير ABE الاهتمام المتجدد بالتركيز على البيوتانول كوقود حيوي متجدد.